# 上島有
上島 有（うえじま たもつ、1924年 - ）は、三重県出身の歴史学者、摂南大学名誉教授。専門は中世古文書。

## 来歴
三重県生まれ。1950年京都大学文学部史学科卒業。京都府立総合資料館を経て、1980年代から大阪電気通信大学教授、摂南大学教授、花園大学教授。1971年「京郊庄園村落の研究」で京都大学より文学博士の学位を取得。1999年「東寺・東寺文書の研究」で、密教学芸賞 ・角川源義賞を受賞。京都大学教授で中世史家の上島享は子。

## 著書
- 『京郊庄園村落の研究』塙書房 1970
- 『戦乱と一揆 新書日本史 4』1976 (講談社現代新書)
- 『東寺・東寺文書の研究』思文閣出版 1998.10
- 『足利尊氏文書の総合的研究』国書刊行会 2001.2
- 『中世花押の謎を解く 足利将軍家とその花押』山川出版社 2004.11

### 共編著
- 『東寺文書聚英』同朋舎出版 1985.10
- 『東寺百合文書を読む よみがえる日本の中世』大山喬平、黒川直則共編 思文閣出版 1998.12
- 『山城国上桂庄史料』中下巻 東京堂出版 2000-2003

## 参考
- 上島有著『中世花押の謎を解く―足利将軍家とその花押』 2022年9月閲覧